# 工部省
工部省（こうぶしょう、英: Ministry of Public Works）は、明治政府の官庁の1つで、太政官制度の下で近代国家のための社会基盤整備と殖産興業を推進した中央官庁である。1870年に民部省の業務を分割する形で創設。
1885年に廃止され、所管業務は逓信省と農商務省に分割され、現在の総務省、経済産業省、国土交通省に受け継がれている。

## 沿革
鉄道技師長のエドモンド・モレルの提案を受けて、伊藤博文は山尾庸三と協力し太政官に工部省の設置を働きかけ、明治3年閏10月20日（1870年12月12日）、工部省の設置が決まった。

工部省

　　掌褒勧百工及鉱山製鉄燈明台鉄道伝信機等
—工部省ヲ置ク （明治3年閏10月20日）
しかし、部局の組織化には10ヶ月を要し、明治4年8月14日になって鉄道、造船、鉱山、製鉄、電信、灯台、製作、工学、勧工、土木の10寮と測量の1司が発足した。工学寮と測量司を除くと、他のほとんどは民部省からの移管であった。モレルは公共事業を主管する部局を意図していたのに対して、太政官内では海外から産業技術を導入し殖産興業を推し進める部局として認識された。
1871年、伊藤が岩倉使節団の副使として外遊にでかけたため、工部少輔の山尾が初期工部省をまとめ、盛り上げていった。しかし、大久保利通が内務省を発足させると、地域開発に結びつく殖産興業はそちらに移管され、また国家財政の逼迫から官主導の殖産興業事業は民間へ払い下げられていった。
1880年代前半には、工部卿佐々木高行の下で、鉄道・電信などを除き官営工場の民間への払下げが進められた（官営事業払下げ）。1883年9月22日、工作局・鉱山局を廃止し、その事務を省の直轄とする。品川工作分局は品川硝子製造所、兵庫・長崎工作分局はそれぞれ兵庫・長崎造船局、各地鉱山分局はそれぞれ佐渡・生野・三池・阿仁・院内鉱山局と改称した。

## 後継
明治18年（1885年）12月22日、内閣制度とともに工部省は廃止されて、逓信省と農商務省に分割・統合された。なお、鉄道事業は内閣直属になり（鉄道局及び鉄道省を参照）、電信・灯台などの事業は逓信省に引き継がれ、郵便と一体化された。

今般逓信省を置き駅逓電信灯台管船の事務を管理せしむ
工部省を廃し鉱山工作の事務は農商務省に電信灯台の事務は逓信省に工部大学校は文部省に属せしめ鉄道事務は当分の内内閣の直轄に属せしむ
—太政官達第七十号 工部省を廃し逓信省を置き工部大学校を文部省に鉱山及工作事務を農商務省に属す（明治18年12月22日）

## 教育機関
工部省は工学寮という技術者養成機関を持ち、工学校を運営した。1873年7月、当初は予備教育のための小学校も予定されていたが、工学校都険（実質的校長）に就任したヘンリー・ダイアーは6年制の大学校のみとする学則を定めた。明治9（1876）年には工部美術大学校を併設した。明治10年（1877年）に工学寮が廃止され、工学校大学校本館が完成するとと、正式に工部大学校と呼ばれた。
1885年に工部省の廃止が決まり、工部大学校は文部省に移管され、翌明治19年（1886年）の帝国大学令により帝国大学工科大学になった。これは現在の東京大学工学部にあたる。

## 工部卿など
| 代       | 氏名       | 在職期間        | 略歴                     |
| -------- | ---------- | --------------- | ------------------------ |
| ー       | 空席       | ー              | ー                       |
| １       | 伊藤博文   | 1873年 - 1878年 | 内閣総理大臣、枢密院議長 |
| ２       | 井上馨     | 1878年 - 1879年 | 外務大臣、大蔵大臣       |
| ３       | 山田顕義   | 1879年 - 1880年 | 司法大臣                 |
| ４       | 山尾庸三   | 1880年 - 1881年 |                          |
| ５       | 佐々木高行 | 1881年 - 1885年 |                          |
| 工部大輔 |            |                 |                          |
| １       | 後藤象二郎 | 1871年          | 大阪府知事               |
| ２       | 伊藤博文   | 1871年 - 1873年 |                          |
| ２       | 山尾庸三   | 1872年 - 1880年 |                          |
| ３       | 山尾庸三   | 1872年 - 1880年 |                          |
| ４       | 吉井友実   | 1880年 - 1882年 | 元老院議官               |
| ５       | 井上勝     | 1882年 - 1886年 |                          |